# 豪尔赫·巴尔达诺
豪尔赫·阿尔韦托·巴尔达诺（西班牙語：Jorge Alberto Valdano，1955年10月4日—）乃前阿根廷足球員，曾擔任西甲球隊皇家馬德里的體育總監。球員時代的他更是1986年世界杯的冠軍隊成員。

## 生涯
華丹奴球員時代效力於阿根廷的紐維爾舊生隊，早在20歲已遠赴西班牙聯賽效力，第一家乃西班牙乙組球會阿拉維斯，四年後再轉至甲組球會薩拉戈薩。當時他並沒有太大人氣，但已入選過阿根廷國家隊出戰1982年世界杯。
1984年華丹奴正式轉投皇家馬德里，標誌著他的球員生涯步入高潮。他在皇馬期間為皇馬贏得1985年、1986年歐洲足協杯、1986年西甲聯賽冠軍。巴尔达诺同時還入選了1986年世界杯，當屆阿根廷國家隊贏得世界杯冠軍。1988年他宣佈退役，轉為皇馬青年軍教練。
退役後他於1991年接掌西班牙小球會特內里費教練，首季先帶領球隊護級甲組成功，翌年再藉贏得杯賽晉身歐洲足協杯。1994-95年華丹奴重返皇家馬德里，贏得當季西班牙甲組足球聯賽冠軍。

## 效力球會
- 1971-1975：紐維爾舊生
- 1975-1979：阿拉維斯
- 1979-1984：薩拉戈薩
- 1984-1988：皇家馬德里

## 榮譽
- 阿根廷甲組聯賽冠軍：1973年
- 歐洲足協杯：1985、1986
- 西班牙甲組聯賽冠軍：1986年
- 世界杯冠軍：1986